# Земцовское сельское поселение (Ростовская область)
Земцовское сельское поселение — муниципальное образование в Боковском районе Ростовской области.
Административный центр поселения — хутор Земцов.

## Состав сельского поселения
| № | Населённый пункт | Тип населённого пункта        | Население |
| - | ---------------- | ----------------------------- | --------- |
| 1 | Вербовка         | село                          | ↘170      |
| 2 | Верхнеастахов    | посёлок                       | ↘6        |
| 3 | Евлантьев        | хутор                         | ↘82       |
| 4 | Земцов           | хутор, административный центр | ↘636      |
| 5 | Малаховский      | хутор                         | ↘136      |
| 6 | Пономарёвка      | село                          | ↘292      |
| 7 | Таловка          | село                          | ↘86       |

## Население
| 2010  | 2012  | 2013  | 2014  | 2015  | 2016  | 2017  | 2018  | 2019  |
| ----- | ----- | ----- | ----- | ----- | ----- | ----- | ----- | ----- |
| 1408  | ↘1388 | ↘1368 | ↘1363 | ↘1353 | ↗1368 | ↘1358 | ↘1349 | ↘1338 |
| 2020  | 2021  |       |       |       |       |       |       |       |
| ↘1329 | ↘1311 |       |       |       |       |       |       |       |